# 勝木郵便局
勝木郵便局（かつぎゆうびんきょく）は新潟県村上市にある郵便局。
地名・近隣の駅名の読みは「がつぎ」であるが、当郵便局の読みは「かつぎ」である。
かつては郵便区番号「959-37」の配達を受け持つ集配郵便局であったが、現在は大川谷郵便局に移管され無集配郵便局となっている。

## 概要
住所：〒959-3942 新潟県村上市勝木720-2

## 沿革
- 1882年（明治15年）10月20日 - 五等郵便局として開局[1]。
- 1884年（明治17年）7月31日 - 廃止[2][3]。
- 1901年（明治34年）2月16日 - 岩船郡八幡村大字勝木に開局、郵便貯金事務も取扱う[4]。
- 1902年（明治35年）3月16日 - 三等郵便電信局とし、勝木郵便電信局に改称[5]。
- 1903年（明治36年）4月1日 - 通信官署官制の施行に伴い勝木郵便局（三等）となる[6]。
- 1924年（大正13年）7月31日 - 羽越線村上駅 - 鼠ケ関駅間開通に伴い鉄道郵便線路開通、その受渡局となる[7]。
- 1931年（昭和6年）1月1日 - 電話通話事務開始[8]。
- 1976年（昭和51年）1月21日 - 電話交換及び和文電報配達業務廃止、山北電報電話局に移管[9]。
- 1984年（昭和59年）
  - 2月1日 - 鉄道郵便受渡廃止[10]。
  - 3月26日 - 集配業務を大川谷郵便局へ移管、無集配局となる[11]。
- 1986年（昭和61年）9月15日 - 風景入通信日附印使用開始[12]。
- 1988年（昭和63年）7月11日 - 現局舎での業務開始[13]。

## 周辺
- 勝木ゆり花温泉
- 勝木駅